# سلام عزیز (بندازش زمین)
هی عزیزم (افتادن روی صحنه) (به انگلیسی: Hey Baby (Drop It to the Floor)) یک ترانه است که توسط رپر آمریکایی، پیت بول و تی-پین خوانده شده‌است.این آهنگ در تاریخ ۱۴ سپتامبر ۲۰۱۰ در ششمین آلبوم پیت بول ، سیاره پیت انتشار یافت. این آهنگ توسط پیت بول ، تی-پین و سندی وی نوشته شده و سندی وی تهیه‌کننده این آهنگ بوده‌است.

## ترجمه بخشی از ترانه
- Hey baby girl what you doing tonight?
- I wanna see what you got in store (hey, hey baby)
- You’re giving it your all when you’re dancing on me
- I want to see if you can give me some more (hey, hey baby)
- You can be my girl, I can be your man

- آهای جیگر امشب چه کاره‌ای؟
- می‌خام ببینم از اون مغازه چی خریدی؟ (هی هی عزیزم)
- وقتی با من می‌رقصی همه وجودت را به من تقدیم می‌کنی
- بیشتر با تو همراهم اگر بیشتر نصیبم کنی
- تو می توانی عشق من و من می‌توان دلبر تو باشم